# Champosoult

Champosoult este o comună în departamentul Orne, Franța. În 1 ianuarie 2022 avea o populație de 102 de locuitori.